# Klaus-Dietrich Krüger
Klaus-Dietrich Krüger (* 26. Oktober 1936 in Falkenberg (Mark); † 6. Oktober 2005) war ein deutscher Politiker (SPD).

## Leben
Nach dem Abitur studierte Krüger in den Jahren 1954 bis 1961 Elektrische Energietechnik an der Technischen Hochschule Ilmenau, im Jahr 1975 promovierte er und war anschließend in der Forschung und Entwicklung tätig.
Nach der Wende gehörte Krüger zu den Gründungsmitgliedern bei den Sozialdemokraten im späteren SPD-Unterbezirk Märkisch-Oderland. Bei der Landtagswahl in Brandenburg 1990 wurde er als Direktkandidat der SPD im Wahlkreis 24 (Strausberg I) in den brandenburgischen Landtag gewählt. Bei der Wahl im Jahr 1994 konnte er im Wahlkreis 16 (Märkisch-Oderland I) gewinnen und zog für eine weitere Legislaturperiode in den Potsdamer Landtag ein. Bei der Landtagswahl 1999 unterlag er im selben Wahlkreis gegen Kerstin Kaiser-Nicht von der PDS. Krüger war Abgeordneter vom 26. Oktober 1990 bis zum 29. September 1999. Im Landtag hatte er den Vorsitz im Ausschuss für Wissenschaft, Forschung und Kultur inne, von Oktober 1994 an bis zu seinem Ausscheiden aus dem Landtag war er auch Mitglied des Ausschusses für Bildung, Jugend und Sport. Den Schwerpunkt der landespolitischen Arbeit Krügers bildete der Wissenschaftsbereich, er setzte sich vor allem für die Universitäten Brandenburgs ein.
Krüger war verheiratet und Vater von drei Kindern.